# Tentatives d'assassinat de Fidel Castro par la CIA

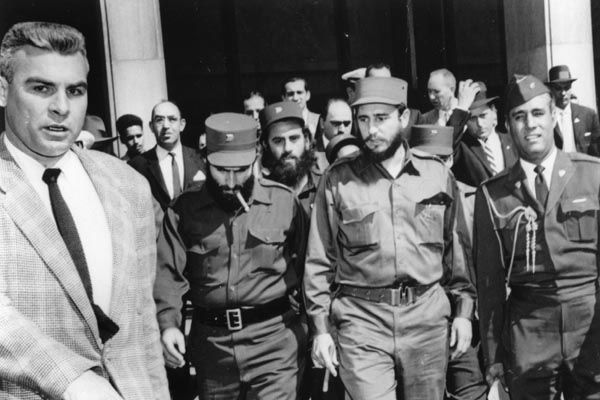
Fidel Castro lors d'une visite à Washington, D.C. (1959).

L'agence de renseignements américaine Central Intelligence Agency (CIA) a diligenté sans succès de nombreuses tentatives d'assassinat à l'encontre de Fidel Castro, le dirigeant cubain né en 1926 et mort naturellement en 2016 à l'âge de 90 ans. Il y a également eu des tentatives d'assassinat de Castro effectuées par des exilés cubains, parfois en collaboration avec la CIA. La commission Church de 1975 énumère huit tentatives d'assassinat avérées de la CIA entre 1960 et 1965. En 1976, le président Gerald Ford émet un décret présidentiel interdisant officiellement les assassinats politiques. En 2006, Fabián Escalante, ancien chef du contre-espionnage cubain, dénombre un total de 634 projets ou tentatives d'assassinat visant le chef d'état cubain. Le dernier attentat connu contre Castro est perpétré en 2000 par des exilés cubains.

## Contexte
Durant son adolescence, Fidel Castro fréquente un internat catholique romain ; il commence sa carrière politique en fréquentant la faculté de droit de l'université de La Havane. Après la Seconde Guerre mondiale, les États-Unis participent secrètement à des tentatives d'assassinat politique international de dirigeants étrangers. Ce programme était contraire à la Charte des Nations unies et les autorités américaines en ont nié l'existence. Le 5 mars 1972, le directeur de la CIA, Richard Helms, déclare qu'« aucune activité ou opération de ce type ne serait entreprise, assistée ou suggérée par l'un de nos employés ». En 1975, le Sénat américain a convoqué une Commission spéciale sur le renseignement, présidé par le sénateur Frank Church (D-Idaho). La commission Church a constaté que la CIA et d'autres agences utilisaient une tactique de déni plausible lors de la prise de décision concernant les assassinats, les subordonnés de la CIA protégeant les fonctionnaires de haut rang de toute responsabilité en dissimulant des informations. Les fonctionnaires obtenaient une approbation tacite en usant d'euphémismes dans leurs communications.

## Premières tentatives
Selon Richard Helms, directeur de la CIA, les fonctionnaires de l'administration Kennedy ont exercé une forte pression sur la CIA pour « se débarrasser de Castro ». Il explique un nombre impressionnant de complots d'assassinat visant à créer une impression favorable sur le président John F. Kennedy. Les tentatives d'assassinat se sont déroulées en cinq phases, la CIA, le département de la Défense et le département d'État étant impliqués dans la planification dans les dates suivantes : avant août 1960, d'août 1960 à avril 1961, d'avril 1961 à fin 1961, de fin 1961 à fin 1962 et de fin 1962 à fin 1963. Fidel Castro a survécu en tout à plus de 600 tentatives d'assassinat, ainsi qu'à des tentatives visant à mettre fin à sa carrière politique par d'autres moyens. L'une de ces tentatives consistait à pulvériser un produit chimique ayant des effets comparables à ceux du LSD dans l'air de la pièce où Castro émettait depuis sa station de radio, dans le but de lui faire perdre son sang-froid et de le faire parler de manière erratique alors qu'il était à l'antenne. Bien que cet exemple ne soit pas aussi dangereux qu'un assassinat, cette tentative, si elle avait réussi, aurait pu nuire à la carrière de Castro. Une autre tentative précoce s'est appuyée sur le fait que Castro aimait la plongée. La CIA décide de créer une combinaison de plongée infectée qui tuerait Castro lentement, sur une longue période, en tapissant la combinaison de tuberculose. La combinaison de plongée infectée ne fonctionne pas. Le plan est divulgué et Castro est informé de la tentative.
Selon le chroniqueur Jack Anderson, la première tentative d'assassinat de Castro par la CIA s'inscrivait dans le cadre de l'invasion de la baie des Cochons, mais cinq autres équipes de la CIA ont été envoyées, la dernière ayant été appréhendée sur un toit, à portée de fusil de Castro, à la fin du mois de février ou au début du mois de mars 1963,. L'avocat Robert Maheu, qui travaillait à l'époque comme coupe-circuit pour la CIA, a été identifié comme le chef de l'équipe, qui a recruté John Roselli, un joueur ayant des contacts avec la mafia italo-américaine et les milieux clandestins cubains. La CIA a chargé deux agents opérationnels, William King Harvey et James O'Connell, d'accompagner Roselli à Miami pour recruter les équipes.

## Collaboration entre la CIA et la mafia

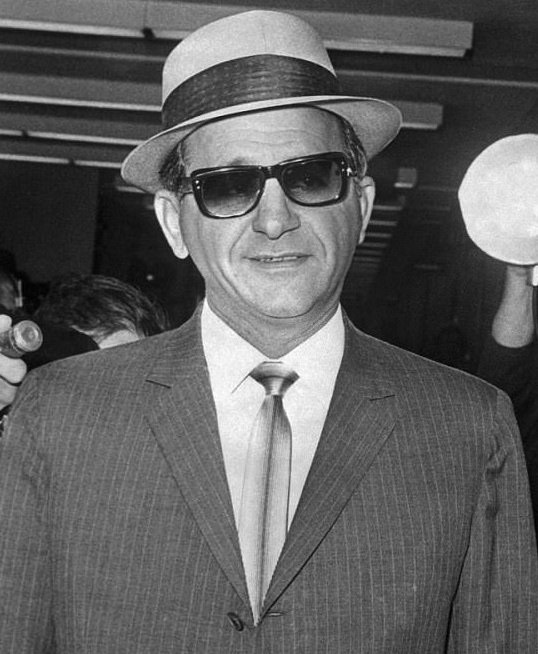
Sam Giancana, chef du syndicat du crime de Chicago.

Selon les documents de la CIA, les « bijoux de famille », qui ont été déclassifiés en 2007, une tentative d'assassinat de Fidel Castro avant l'invasion de la baie des Cochons a impliqué les célèbres mafieux américains John Roselli, Sam Giancana et Santo Trafficante. À l'époque, plusieurs tentatives d'assassinat de Castro par la CIA portent le nom de code « projet ZRRIFLE ».
En septembre 1960, Momo Salvatore Giancana, un successeur d'Al Capone au sein de l'Outfit de Chicago, et Santo Trafficante, chef du syndicat du crime à Miami (Miami Syndicate), qui figurent tous deux sur la liste des dix personnes les plus recherchées par le FBI à l'époque, sont indirectement contactés par la CIA pour discuter de l'éventualité d'assassiner Fidel Castro. Johnny Roselli, membre du syndicat du crime à Las Vegas (Las Vegas Syndicate), a été utilisé comme intermédiaire pour avoir accès aux chefs de la mafia. L'intermédiaire de la CIA était Robert Maheu, de l'organisation d'Howard Hughes, qui s'est présenté comme le représentant de plusieurs entreprises internationales cubaines ayant été expropriées par Castro. Le 14 septembre 1960, Maheu recontre Roselli dans un hôtel new-yorkais et lui offre 150 000 dollars pour « neutraliser » Castro. James O'Connell, qui se présente comme l'associé de Maheu mais qui est en réalité le chef de la division de soutien opérationnel de la CIA, est présent lors de la réunion. Les documents déclassifiés ne révèlent pas si Roselli, Giancana ou Trafficante ont accepté un acompte pour le travail. Selon les dossiers de la CIA, c'est Giancana qui a suggéré les pilules empoisonnées comme moyen de trafiquer la nourriture ou les boissons de Castro. Ces pilules, fabriquées par la division des services techniques de la CIA, ont été remises à l'homme de main de Giancana, Juan Orta. Giancana recommande Orta comme étant un fonctionnaire du gouvernement cubain ayant accès à Castro,,.
Après plusieurs tentatives infructueuses d'introduction du poison dans la nourriture de Castro, Orta aurait brusquement demandé à être écarté de la mission, confiant le travail à un autre participant anonyme. Plus tard, une deuxième tentative a été organisée par Giancana, Roselli et Trafficante en mettant à contribution Anthony Varona, le chef de la Junte de l'exil cubain, qui, selon Trafficante, était devenu « mécontent des progrès apparemment inefficaces de la Junte ». Verona a demandé 10 000 dollars de frais et 1 000 dollars d'équipement de communication. Cependant, la deuxième tentative d'assassinat a apparemment été déjouée lorsque Castro a cessé de se rendre au restaurant où se trouvaient les pilules empoisonnées à la toxine botulique, et a été annulée en raison du lancement de l'invasion de la baie des Cochons,.
Selon des transcriptions top secret déclassifiées en 2021, Scott Breckinridge, lors de son audition par la commission Church en 1975, a déclaré aux sénateurs que la CIA avait également envisagé de mettre la toxine botulique dans des cigares destinés à Castro, mais que ce plan n'avait jamais été mis en œuvre.
Le 26 octobre 2017, pendant la première présidence de Donald Trump, des documents déclassifiés ont révélé que le procureur général des États-Unis Robert Francis Kennedy avait hésité à collaborer avec la mafia pour assassiner Castro en raison de sa campagne publique contre le crime organisé.

## Tentatives ultérieures

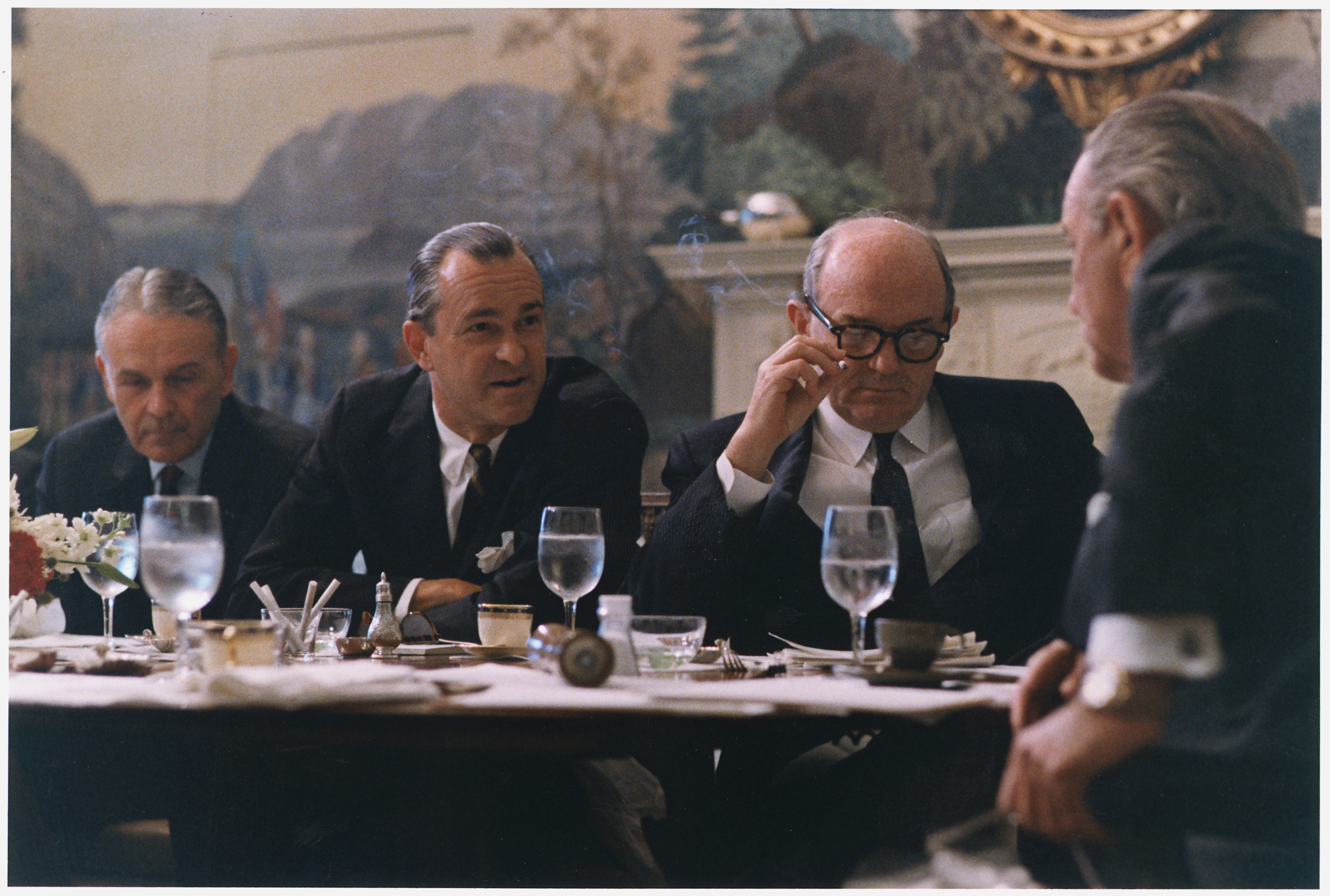
Richard Helms, directeur de la CIA, avec le président Lyndon B. Johnson en juillet 1969.

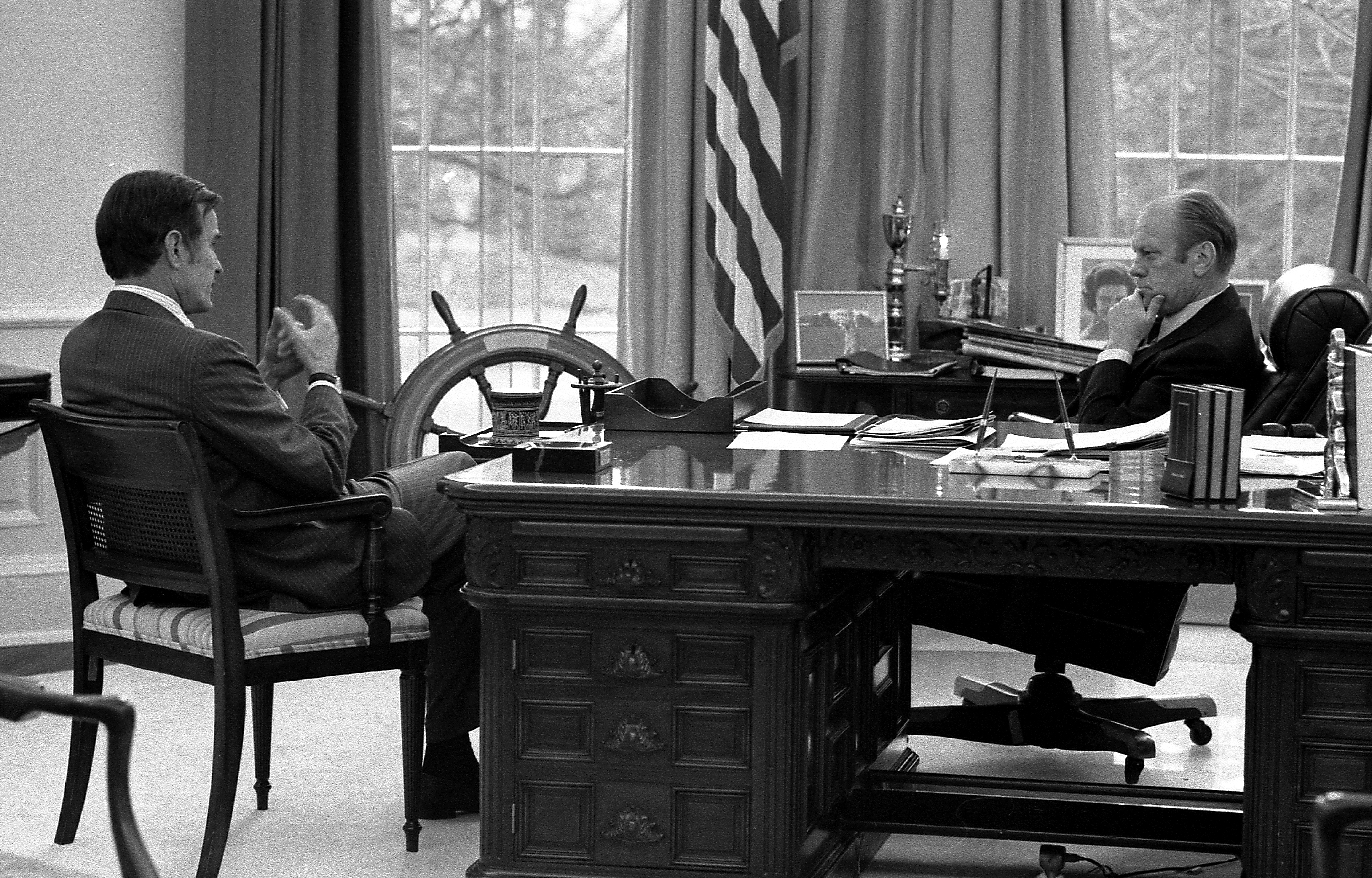
Le directeur de la CIA George H. W. Bush rencontre le président Gerald Ford dans le bureau ovale en décembre 1975..

La commission Church établit que la CIA avait tenté à huit reprises d'assassiner Fidel Castro entre 1960 et 1965 . Fabián Escalante, chef à la retraite du contre-espionnage cubain, qui était chargé de protéger Castro, estime à 638 le nombre de projets d'assassinat ou de tentatives réelles de la Central Intelligence Agency, un projet portant le nom de code « Executive Action », et les répartit comme suit entre les différentes présidences américaines : Dwight D. Eisenhower, 38 ; John F. Kennedy, 42 ; Lyndon B. Johnson, 72 ; Richard Nixon, 184 ; Jimmy Carter, 64 ; Ronald Reagan, 197 ; George H. W. Bush, 16 ; Bill Clinton, 21,.
Certains d'entre eux faisaient partie du programme secret de la CIA, baptisé « Opération Mongoose », qui visait à renverser le gouvernement cubain. Les tentatives d'assassinat auraient inclus des cigares empoisonnés à la toxine botulique, une combinaison de plongée sous-marine infectée par le champignon Eumycota avec une conque piégée placée au fond de la mer, un cigare explosif (Castro aimait les cigares et la plongée sous-marine, mais il a arrêté de fumer en 1985),, et de simples tentatives d'exécution de type mafieux, entre autres. Il était également prévu de faire sauter Castro lors de sa visite au musée d'Ernest Hemingway à Cuba.
En 2006, certains de ces complots ont été décrits dans un film documentaire. 638 Façons de tuer Castro (638 Ways to Kill Castro), diffusé sur Channel 4, la chaîne de télévision publique britannique. L'une de ces tentatives a été menée par son ex-maîtresse Marita Lorenz, qu'il avait rencontrée en 1959. Elle a accepté d'aider la CIA et a tenté d'introduire clandestinement dans sa chambre un pot de cérat de Galien contenant des pilules empoisonnées. Lorsque Castro a appris ses intentions, il lui aurait donné un pistolet et lui aurait demandé de le tuer, mais ses nerfs ont lâché,. Certains complots ne visaient pas le meurtre mais la diffamation ; ils consistaient, par exemple, à utiliser des sels de thallium pour endommager la célèbre barbe de Castro ou d'imprégner son studio de radio de LSD afin de le désorienter pendant l'émission et de nuire à son image publique.
Lorsque Castro voyageait à l'étranger, la CIA coopérait avec des exilés cubains pour certaines des tentatives d'assassinat les plus graves. La dernière tentative documentée d'assassinat de Castro a eu lieu en 2000 et consistait à placer 90 kg d'explosifs sous un podium au Panama où il devait donner une conférence. L'équipe de sécurité personnelle de Castro a découvert les explosifs avant son arrivée,,. Castro a déclaré un jour, à propos des nombreuses tentatives d'assassinat dont il pensait avoir été victime : « Si survivre aux tentatives d'assassinat était une épreuve olympique, je remporterais la médaille d'or »,.
En 1962, la CIA a envisagé un plan appelé « Opération Bounty », qui aurait consisté à larguer des tracts au-dessus de Cuba offrant des récompenses financières à la population cubaine pour l'assassinat de diverses personnes, notamment 5 000 à 20 000 dollars pour les informateurs, 57 000 dollars pour les chefs de département, 97 000 dollars pour les communistes étrangers opérant à Cuba, jusqu'à 1 million de dollars pour les membres du gouvernement cubain, et seulement 0,02 dollar pour Castro lui-même, afin de le « dénigrer » aux yeux de la population cubaine. Le document top secret révélant ce plan, qui n'a jamais été mis en œuvre, fait partie des 2 800 documents relatifs à l'enquête fédérale sur l'assassinat de John F. Kennedy qui ont été rendus publics comme prévu en octobre 2017,.